# Tom Hollander
Thomas Anthony Hollander (/ˈhɒləndər/; sinh ngày 25/8/1967) là nam diễn viên người Anh Quốc. Ông vốn là một diễn viên sân khấu kịch, năm 1992, ông giành giải Ian Charleson cho vai Witwoud trong vở The Way of the World của sân khấu kịch Lyric Hammersmith.
Ở lĩnh vực điện ảnh, ông từng tham gia trong các phim như Cướp biển vùng Caribbean, In the Loop, Kiêu hãnh và định kiến, Gosford Park.
Thomas từng đồng biên kịch kiêm vai chính trong sitcom Rev., phim giành một giải British Academy Television hạng mục Sitcom hay nhất năm 2011.

## Thời thơ ấu
Hollander sinh ra tại Bristol và lớn lên ở Oxford, cha mẹ ông đều là giáo viên. Cha ông là người Séc gốc Do Thái, mẹ ông là người Anh.

## Đời tư
Hollander định cư tại Notting Hill, London.